# Óblast de Kars
La óblast de Kars (del ruso: Карсская область) se estableció en el año 1878 y perduró hasta el año 1917. En el año 1921 la mayor parte de su territorio se incorporó a Turquía.

## Historia
La óblast de Kars fue creada en 1878 en los territorios conquistados por el Imperio ruso al Imperio otomano, como estableció el Tratado de San Stefano de 1878 (modificado por el Tratado de Berlín). El territorio de la óblast anteriormente formaba parte, antes de 1845 del eyalato de Kars y del eyalato de Çildir, desde 1845 a 1875 del vilayato de Erzurum, y desde 1875 el vilayato de Kars-Çildir.
Con la incorporación de esta región al Imperio ruso, una gran parte de la población musulmana (turca) (unos 82000 entre 1878 y 1881), se trasladó al Imperio Otomano. En cambio, armenios, georgianos y rusos (incluyendo las religiones minoritarias Molokan y Dujobori) se trasladaron a los territorios recién conquistados desde otras provincias de Transcaucasia.
Después de la Revolución de octubre de 1917, y la desintegración del Imperio ruso, el territorio de Kars estuvo controlado brevemente por la República Democrática de Armenia, y su parte norte por la República Democrática de Georgia. Sin embargo, Turquía pronto reocupó la zona, reincorporando la mayoría de los territorios del antiguo óblast en Turquía, confirmado por el Tratado de Kars en 1921.

## División administrativa
Desde 1881, la óblast de Kars estaba formada por 4 ókrugs (distritos):
- Ókrug de Kars (Карсский округ)
- Ókrug de Ardahan (Ардаганский округ)
- Ókrug de Kagizmán (Кагызманский округ)
- Ókrug de Oltu (Ольтинский округ)

Entre 1878 y 1881 hubo dos okrugs más, el Okrug de Zarishat (Заришат) y el Okrug de Shoragyal (Шорагял).

## Demografía

### 1892
En 1892 la población del óblast de Kars se estimaba en 200 868. La composición étnica y religiosa de los grupos étnicos es como sigue:
- Turcos (esta cifra incluye Adzarios): 24% (Musulmanes Sunnies)
- Armenios: 21.5 % (Iglesia apostólica armenia)
- Kurdos: 15% (Musulmanes Sunnies y algunos Yazidis)
- Musulmanes Karapapakos: 14% (Sunnies y algunos chiitas)
- Alevitas Karapapakos (contados como Turcomanos'): 5%
- Griegos pónticos: 13.5 % (Cristianos ortodoxos)
- Rusos: 7% (mayormente "sectarios", ej: Molokanos, Dujoboris, etc.)

La distribución religiosa de la población era:
- Cristianos ortodoxos: 14%
- "Sectarios" (Molokanos, Dujoboris, etc.): 5%
- Iglesia apostólica armenia: 21%
- Otras iglesias cristianas: 0.75 %
- Musulmanes: 53%, distribuidos en:
  - Sunies: 46%
  - chiitas: 7%
- Alevitas (reseñados como "Ali Illahi"): 5%
- Yaziditas: 1.25 %

### 1897
En el censo del Imperio Ruso de 1897 constan 290 654 habitantes en el Óblast de Kars, 160 571 hombres y 130 083 mujeres. Esta cifra no puede hacer pensar que la estimación de 200 868 hecha en 1892, dada por Brokgaus es muy baja, o fue demasiado grande la emigración desde otras provincias del imperio ocurrió entre ambos. La siguiente distribución de la provincia por lengua materna es la siguiente:
- Túrquico: 104 457, incluyendo:
  - Tártaros: 2,347
  - Bashkirios: 207
  - Turcos: 63 547
  - Karapapakos: 29 879
  - Turcomanos (Karapapakos Alevitas): 8,442
- Armenios: 73 406
- Kurdos: 42 968
- griegos: 32 593
- Eslavos del Este: 27 856, incluyendo:
  - Rusos: 22 327
  - Ucranianos: 5,279
  - Bielorrusos: 250
- Polacos: 3243
- Judíos (Yiddish etc.): 1,138
- Lituanos: 892
- Caldeos ('Asirios'): 585
- Persas: 568
- Georgianos: 543
- Osetios: 520
- Estonios: 455
- Lezguinos: 448
- Alemanes: 430

La diferencia de 30 000 hombres sobre mujeres en la población, se puede atribuir a los grupos étnicos “europeos”. Entre los hablantes de ruso, ucraniano y bielorruso, hay 19 910 hombres y 7,946 mujeres. Entre los hablantes de polaco y lituano, la población la constituye el 99 % de hombres, así como alemanes y judíos, entre el 80 y 90 % de hombres cada grupo. La preponderancia de hombres en los grupos étnicos europeos, nos indica la presencia de un gran número de soldados o exilados en la región.

### Evolución de la población entre 1872 y 1915
| 1872-1874 | 1883-1884  | 1894       | 1897       | 1915       | verstas2  |
| --------- | ---------- | ---------- | ---------- | ---------- | --------- |
| -         | 162.0 hab. | 249.3 hab. | 290.7 hab. | 255.5 hab. | 16.5 Vst2 |

Fuente: